# 74e corps d'armée
Le 74e corps d'armée (en allemand : LXXIV. Armeekorps) était un corps d'armée de l'armée de terre allemande: la Heer au sein de la Wehrmacht pendant la Seconde Guerre mondiale.

## Hiérarchie des unités
| Nom          | Nbre d'hommes       | Unités subalternes                | Grade de commandement                 |
| ------------ | ------------------- | --------------------------------- | ------------------------------------- |
| Heeresgruppe | + 300 000           | 2 à + Armeen (Armées)             | Generaloberst ou Generalfeldmarschall |
| Armee        | + 100 000 - 300 000 | 2 à + Armeekorps (Corps d'armées) | General ou Generaloberst              |
| Armeekorps   | + 30 000 - 80 000   | 2 à + Divisionen (Division)       | Generalleutnant ou General            |
| Division     | + 10 000 – 20 000   | 2 à 6 Brigaden (Brigade)          | Generalmajor ou Generalleutnant       |
| Brigade      | + 3 000 – 5 000     | jusqu'à 3 Regimentern (Régiment)  | Oberst ou Generalmajor                |

## Historique
Le 74e corps d'armée allemand est formé le 27 juillet 1943 dans le Wehrkreis XI.
Il est détruit dans la poche de la Ruhr le 16 avril 1945.

## Organisations

### Commandants successifs
| Date                               | Grade                  | Commandant    |
| ---------------------------------- | ---------------------- | ------------- |
| 27 juillet 1943 - 16 décembre 1944 | General der Infanterie | Erich Straube |
| 16 décembre 1944 - 16 avril 1945   | General der Infanterie | Carl Püchler  |

### Chef des Generalstabes
| Date                              | Grade               | Commandant          |
| --------------------------------- | ------------------- | ------------------- |
| Juillet 1943 - Janvier 1944       | Oberst i.G.         | Walter Meißner      |
| 5 janvier 1944 - 15 décembre 1944 | Oberst i.G.         | Ludwig Zoeller      |
| 15 déczembre 1944 - Mars 1945     | Oberst i.G.         | Helmut von Wissmann |
| Mars 1945 - Avril 1945            | Oberstleutnant i.G. | Moritz Liebe        |

### 1. Generalstabsoffizier (Ia)
| Date                        | Grade      | Commandant                                       |
| --------------------------- | ---------- | ------------------------------------------------ |
| Février 1944 - 30 août 1944 | Major i.G. | Ferdinand Prinz zu Schleswig-Holstein-Glücksburg |
| 30 août 1944 - Avril 1945   | Major i.G. | Max Schmidtborn                                  |

## Théâtres d'opérations
- Bretagne : Août 1943 - Juin 1944
- Normandie et Front de l'Ouest : Juin 1944 - Décembre 1944
- Ouest de l'Allemagne et Poche de la Ruhr : Décembre 1944  - Avril 1945

### Rattachement d'Armées
| Date      | Armée          | Groupe d'Armées |
| --------- | -------------- | --------------- |
| 1943      |                |                 |
| Juillet   | 7. Armee       | Heeresgruppe D  |
| 1944      |                |                 |
| Janvier   | 7. Armee       | Heeresgruppe D  |
| Mai       | 7. Armee       | Heeresgruppe B  |
| Juillet   | z. Vfg.        | Heeresgruppe B  |
| Août      | 5. Panzerarmee | Heeresgruppe B  |
| Septembre | 7. Armee       | Heeresgruppe B  |
| 1945      |                |                 |
| Janvier   | 15. Armee      | Heeresgruppe B  |
| Février   | 5. Panzerarmee | Heeresgruppe B  |
| Avril     | 15. Armee      | Heeresgruppe B  |

### Unités subordonnées

#### Unités organiques
- Arko 474
- Korps-Nachrichten-Abteilung 474
- Festungs-Stamm-Truppen LXXIV

#### Unités rattachées
15 mai 1944
- 77. Infanterie-Division
- 266. Infanterie-Division

15 juin 1944
- 353. Infanterie-Division
- 266. Infanterie-Division

15 juillet 1944
- 266. Infanterie-Division
- 5. Fallschirmjäger-Division

16 septembre 1944
- Kampfgruppe 347. Infanterie-Division
- 3. Fallschirmjäger-Division
- Division Nr. 526

28 septembre 1944
- 353. Infanterie-Division
- Kampfgruppe 347. Infanterie-Division
- 89. Infanterie-Division
- 348. Infanterie-Division

13 octobre 1944
- 275. Infanterie-Division
- Kampfgruppe 347. Infanterie-Division
- 89. Infanterie-Division

5 novembre 1944
- 275. Infanterie-Division
- 116. Panzer-Division
- 89. Infanterie-Division
- 347. Infanterie-Division

26 novembre 1944
- 275. Infanterie-Division
- 344. Infanterie-Division
- 89. Infanterie-Division
- 272. Volks-Grenadier-Division
- 277. Volks-Grenadier-Division

31 décembre 1944
- 85. Infanterie-Division
- 272. Volks-Grenadier-Division
- 326. Volks-Grenadier-Division

21 janvier 1945
- 272. Volks-Grenadier-Division
- 62. Volks-Grenadier-Division

1er mars 1945
- 3. Fallschirmjäger-Division
- 85. Infanterie-Division
- 272. Volks-Grenadier-Division

12 avril 1945
- 272. Volks-Grenadier-Division
- 3. Panzer-Grenadier-Division

## Sources
- (de) LXXIVe Armeekorps sur lexikon-der-wehrmacht.de